# Euselates makovskyi
Euselates makovskyi är en skalbaggsart som beskrevs av Krajcik 2005. Euselates makovskyi ingår i släktet Euselates och familjen Cetoniidae. Inga underarter finns listade i Catalogue of Life.